# Zorin OS
Zorin OS è una distribuzione Linux multilingua derivata da Ubuntu, sviluppata con l'obiettivo di creare un'alternativa in grado di facilitare il passaggio degli utenti di Microsoft Windows a Linux.

## Storia e sviluppo
Zorin OS è stato annunciato da Zorin Software nel settembre 2008, mese in cui è iniziato lo sviluppo, e il 30 maggio 2009 viene resa disponibile la prima beta di Zorin OS, la seconda - Zorin OS Lite Beta, una versione ridotta della prima - viene distribuita il 30 maggio 2009. I piani di realizzazione di un altro progetto, Zorin OS Educational, vengono cancellati. Quest'ultimo, basato su Zorin OS Lite, è rivolto all'istruzione dell'infanzia. La prima versione stabile di Zorin OS viene distribuita a partire dal 1º luglio 2009. Zorin OS Limited Edition '09 viene distribuito il 7 dicembre, come anteprima di Zorin OS 2.0. Viene distribuita a pagamento esclusivamente tramite DVD.
Il 1 gennaio 2010 viene distribuito Zorin OS 2.0, dotato di una interfaccia utente riprogettata, un nuovo tema, diversi nuovi sfondi, programmi nuovi ed aggiornati, funzionalità aggiuntive ed altro ancora. Dopo un sondaggio, viene deciso di dare all'utente la possibilità di modificare l'interfaccia in modo da renderla simile a Microsoft Windows 7. Viene introdotto un nuovo tema denominato "Shine", e sono introdotti ulteriori nuovi programmi, quali ad esempio il software di editing video Kino ed il client di messaggistica istantanea Empathy.
Zorin OS 7 Core e Ultimate vengono distribuiti il 9 giugno 2013 assieme ad un nuovo tema. Zorin OS 7 è dotato di un nuovo programma, Zorin Look Changer, che permette di cambiare con facilità l'interfaccia grafica, rendendola simile a Windows XP, Unity, Mac OS X ed altri ancora.
Nell'aprile 2016, viene annunciato dall'assessore alla semplificazione ed innovazione di Vicenza Filippo Zanetti, che Zorin OS verrà sperimentato sui PC del comune, in modo da valutarne l'efficienza ed eventualmente procedere con la sostituzione del sistema operativo.
Il 18 novembre 2016 viene distribuita la versione 12. Il 13 agosto 2018 è stata distribuita la versione 12.4 con kernel 4.15 per migliorare le prestazioni e aggiungere il supporto di hardware di nuova generazione come ad esempio i processori AMD Ryzen, oltre che alcune migliorie sull'interfaccia grafica e l'implementazione di alcune app di gestione disco.
La versione 15, distribuita il 6 giugno 2019, si basa su Ubuntu 18.04.2 LTS e celebra, inoltre, i 10 anni di Zorin OS.
Il 27 ottobre 2022 è stata distribuita la versione 16.2 basata su Ubuntu 20.04 LTS.
Il 12 dicembre 2022 è stata distribuita la versione 16.2 "r1", basata su Ubuntu 20.04 LTS, ma con il kernel 5.15 LTS di Ubuntu 22.04 LTS.
Il 27 luglio 2023 è uscita la versione 16.3 con importanti aggiornamenti di sicurezza e miglioramenti del software. Tutte le versioni 16.x riceveranno aggiornamenti e patches di sicurezza fino ad aprile 2025.
Il 20 dicembre 2023 è uscita la versione 17 che presenta delle ottimizzazioni delle prestazioni, la riduzione dell'utilizzo della RAM da 2 GB a 1,5GB e un multitasking ridefinito con il nuovo desktop Cube.

## Caratteristiche
Zorin OS ha un'interfaccia grafica dichiaratamente molto simile a quella di Microsoft Windows, per facilitare la migrazione degli utenti. Zorin è distribuito sotto licenza GNU GPL v3, dando libertà agli utenti di copiare, modificare, distribuire, sviluppare e migliorare il software.
Il sistema è anche libero come la maggior parte delle altre distribuzioni Linux, ed è disponibile nelle versioni Lite, Core, Ultimate e Education; la Lite differisce dalle altre per l'ambiente desktop utilizzato (XFCE invece di GNOME nelle altre versioni) nonché per i programmi ed alle funzioni aggiuntive e pacchetti preinstallati.
Requisiti minimi di sistema:
```
   CPU: processore Intel o AMD a 64 bit da 1
 
GHz Dual Core;
   RAM: 1,5 GB;
   Hard disk : 15 GB (versione Core), 24 GB (versione Education), 40 GB (versione Pro a pagamento);
   Risoluzione del display: 1024 × 768 pixels
```

## Installazione
Zorin OS è installabile attraverso un file .iso, che può essere masterizzato su un DVD o inserito su una chiave USB. Zorin OS permette anche l'esecuzione da drive esterno, consentendone la prova senza scrivere su hard disk (tuttavia ciò potrebbe rallentare il sistema). È utilizzato il programma di installazione Ubiquity, che guida l'utente durante il processo d'installazione.

## Software preinstallato
I principali programmi già installati (ed. Core), oltre alle utlility di gestione del sistema, sono:
- Brave (browser)
- LibreOffice
- Rhythmbox
- Wine
- Zorin Appearance per una configurazione ulteriore del Desktop [4]
- Zorin Connect per la comunicazione con lo smartphone (Android) e altri computer con Zorin OS [5]